# Oncometopia pseudobtusa
Oncometopia pseudobtusa är en insektsart som beskrevs av Schröder 1959. Oncometopia pseudobtusa ingår i släktet Oncometopia och familjen dvärgstritar. Inga underarter finns listade i Catalogue of Life.